# Lophuromys
Lophuromys là một chi động vật có vú trong họ Muridae, bộ Gặm nhấm. Chi này được Peters miêu tả năm 1874. Loài điển hình của chi này là Lasiomys afer Peters, 1866 (= Mus sikapusi Temminck, 1853).

## Các loài
Chi này gồm các loài: